# Giorgio Bettinelli
Giorgio Bettinelli (Crema, 15 maggio 1955 – Jinghong, 16 settembre 2008) è stato un cantautore italiano.

## Biografia
Esordì come musicista prendendo parte al gruppo Piazza delle Erbe, formatosi a Crema intorno al 1973, che suonò anche al terzo Festival di Musica d'Avanguardia e di Nuove Tendenze tenutosi a Napoli nel 1974; pubblicarono nel 1977 il loro unico album in studio, Saltaranocchio, concept album dedicato al racconto Hop-Frog di Edgar Allan Poe, nato come colonna sonora per uno spettacolo teatrale del gruppo Teatro Zero di Crema. Dal 1976 prese parte del gruppo musicale e di cabaret dei Pandemonium. Con il gruppo ha l'occasione di collaborare con Gabriella Ferri, Rino Gaetano (cantando nel coro di Gianna), Gino Bramieri (che li vuole come ospiti fissi nel suo programma televisivo G.B. Show) e Luigi Proietti. Sempre con i Pandemonium partecipa al Festival di Sanremo 1979 con Tu fai schifo sempre, canzone che riscuote molto successo.
Come cantautore pubblicò alcuni 45 giri per l'RCA Italiana di cui uno, Barista, riscuote molto successo, trasmesso da moltissime radio private in quegli anni. La storia è quella di un uomo, lasciato dalla sua donna, che affoga il dispiacere nell'alcool e passa il tempo a chiacchierare con il barista. Successivamente passò alla Easy Records, etichetta di proprietà di Claudio Mattone, collaborando con Tony Cicco e con il maestro Gianni Mazza.
Politicamente impegnato con il Movimento Studentesco durante le scuole superiori, inizia a viaggiare a quattordici anni, quando in autostop arriva da Crema a Copenaghen. L'anno dopo, ancora in autostop, giunge in Tunisia. A 17 anni la prima esperienza in Asia, il suo continente preferito, a bordo di un bus. Laureato in lettere presso l'università di Roma, è famoso per i libri con cui ha descritto i suoi cinque lunghi viaggi compiuti a bordo di una Vespa. La sua passione per la Vespa nacque in Indonesia, dove si era stabilito da qualche tempo, quando, a rimborso di soldi prestati a un amico locale, ne ricevette una con cui attraversò da sud a nord l'isola di Sumatra. In tale occasione decise di intraprendere il viaggio dall'Italia al Vietnam.
Il primo dei viaggi che l'han reso famoso parte nel 1992 da Mentana, dov'era residente, in provincia di Roma, con destinazione Saigon, dove arriverà sette mesi dopo - marzo 1993 - percorrendo 24.000 chilometri. Descrive questo viaggio nel libro In Vespa. Da Roma a Saigon, pubblicato nel 1997 e un grande successo di vendite, raggiungendo la decima ristampa nel 2002.
Il secondo parte da Anchorage per arrivare alla Terra del Fuoco e dura dal 1994 al 1995 lungo un percorso di 36.000 chilometri. A partire da questo viaggio riceve pieno supporto logistico ed economico dalla Piaggio, per la quale scrive le proprie esperienze sul periodico aziendale.
Il terzo unisce Melbourne a Città del Capo, per un totale di 52.000 km percorsi in un anno esatto, fra il settembre 1995 e il settembre 1996. Nel 1997 uscì In Vespa oltre l'orizzonte, compendio fotografico dei primi tre viaggi pubblicato da Rusconi Libri.
Il quarto, chiamato Worldwide Odyssey, è un vero e proprio giro del mondo, dura più di tre anni, dall'ottobre del 1997 al maggio del 2001 con partenza dalla Terra del Fuoco ed arrivo in Tasmania. Copre 144.000 km passando per l'Alaska, la Siberia, entrando in Africa attraverso lo stretto di Gibilterra, e costeggiandola tutta fino a Gibuti passando un'altra volta per Città del Capo, per poi costeggiare tutta l'Asia meridionale dallo Yemen all'Indonesia, fino all'arrivo nell'ultimo continente, l'Australia, e alla destinazione finale, la Tasmania. Durante quest'ultimo viaggio Giorgio Bettinelli è stato rapito da un gruppo di guerriglieri in Congo, per poi essere rilasciato dopo poco tempo, derubato di tutto ma con la vita salva.
Descrive il secondo, terzo e quarto viaggio nel libro Brum Brum. 254.000 chilometri in Vespa, pubblicati da Feltrinelli nel 2002. La stessa casa editrice pubblica nel 2005 Rhapsody In Black. In Vespa dall'Angola allo Yemen, nel quale Bettinelli tratta la parte del quarto viaggio trascorsa in Africa centrale e meridionale.
L'ultimo viaggio si svolge nell'unico grande Paese da lui fino ad allora non percorso: la Cina, dove si era nel frattempo trasferito e sposato. Il viaggio lo impegna nel 2006 ed è raccontato nel suo ultimo libro La Cina in Vespa.
Giorgio Bettinelli è morto a Jinghong, in Cina, 16 settembre 2008, all'età di 53 anni per un'infezione. Lì viveva da quattro anni, sulle rive del Mekong, con la moglie Ya Pei. Stava preparando un altro libro, questa volta sul Tibet.

## Discografia
Singoli
- 1979: Benedetta sia Riccion/Anche tu vai via (Easy Records Italiana, ER 005)

Collaborazioni
Singoli
- 1977: Barista/Soddisfazione (RCA Italiana, PB 6034; accreditato a Giorgio Bettinelli e i Pandemonium)
- 1978: Qui lo dico, qui lo nego/Allegro (RCA Italiana, PB 6172; accreditato a Saruzzo con il Pandemonium)

Album
- 1976: Pandemonium 1 (RCA Italiana TPL 1-1231; con i Pandemonium)
- 1977: Saltaranocchio (Intingo, ITLM 14502; con i Piazza delle Erbe)
- 1977: ...E adesso andiamo a incominciare (RCA Italiana; con Gabriella Ferri e i Pandemonium)
- 1977: Pandemonium 2 (RCA Italiana; con i Pandemonium)
- 1977: Qui lo dico e qui lo nego (RCA Italiana; con Franco Franchi e i Pandemonium)
- 1978: Commedia di Gaetanaccio (RCA Italiana; con Luigi Proietti e i Pandemonium)

## Opere
- Per un ritratto a pastello (Edizioni Al Grillo 1976) raccolta di poesie
- Sali in salmì (1980) raccolta di poesie
- Hamaregun (Cartigli 1985) romanzo
- Pesciolini di liquirizia (il Ventaglio 1991) romanzo
- In Vespa. Da Roma a Saigon (Feltrinelli 1997), che narra il primo viaggio
- In Vespa oltre l'orizzonte (Rusconi Libri 1997), 400 foto durante i 110.000 km dei suoi primi tre viaggi
- Brum Brum. 254.000 chilometri in Vespa (Feltrinelli 2002): gli altri viaggi fino al rapimento in Congo
- Rhapsody In Black. In Vespa dall'Angola allo Yemen (Feltrinelli 2005): la parte centro e sud africana del lungo viaggio del mondo (1997-2001)
- La Cina in Vespa (Feltrinelli, collana Traveller, 2008) ISBN 978-88-7108-220-2
- Turkey: a travel survival kit (Feltrinelli) tratto da In Vespa. Da Roma a Saigon